# Strada statale 453 della Valle Arroscia
La ex strada statale 453 della Valle Arroscia (SS 453), ora strada provinciale 453 di Valle Arroscia (SP 453) in provincia di Imperia e strada provinciale 453 della Valle Arroscia (SP 453) in provincia di Savona, è una strada provinciale italiana di rilevanza interprovinciale.

## Percorso

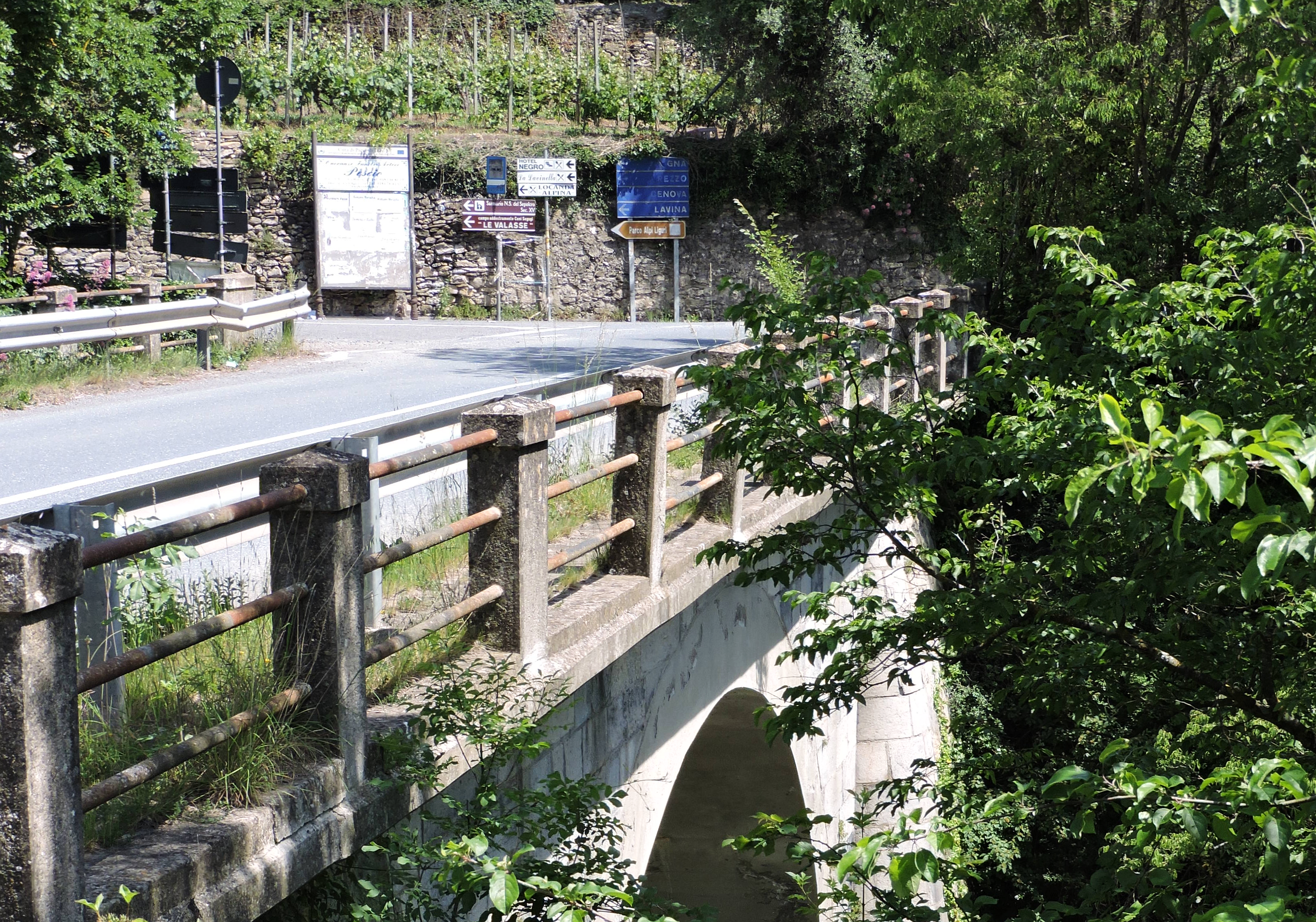
Il ponte sulla Giara di Rezzo, quasi all'inizio della strada

L'inizio della strada è posto al vecchio innesto tra la ex strada statale 453 e la strada statale 28 del Colle di Nava, in località Saponiera a Pieve di Teco, in prossimità del bivio con la strada provinciale di Rezzo-Passo Teglia-Molini di Triora. Il percorso della SS 28 attualmente è stato spostato a monte di circa 500 metri e la SS 453, per raggiungerlo, utilizza un tratto della ex SS 28. Al primo chilometro vi è Muzio, frazione di Pieve di Teco e, a 500 m dall'abitato, un restringimento della carreggiata di circa 100 m, dove essa è larga 4 m.
È in progetto una variante a monte, per evitare questo ostacolo. Seguono 5 km di carreggiata larga e veloce, caratterizzata dalle varianti agli abitati di Vessalico (costruita nel 1994) e Borghetto d'Arroscia (inaugurata nel 2001) e dall'ammodernamento del tratto di Prato Marchise, compreso fra i due centri succitati. A Borghetto d'Arroscia hanno origine le strade provinciali rispettivamente per Ubaga-Montecalvo, Gazzo e Gavenola. Dopo il tratto ammodernato, si ritorna sul vecchio tracciato, tortuoso, dove la carreggiata è larga 6-7 metri, per un km circa. Al km 7, in comune di Ranzo, in località Martinetto, è presente una strettoia ampia 5 m e lunga 60. Successivamente si supera l'abitato della borgata Canata (Ranzo), dove è stato messo in sicurezza il bivio con al SP 34 di Aquila d'Arroscia ed è stato ammodernato un breve tratto di strada; si evita l'abitato di Borgo di Ranzo, con due gallerie costruite nel 1992, e si giunge in località Ponterotto, dove, al km 10,5, attraversato un ponte allargato nel giugno 2006, si entra in provincia di Savona.

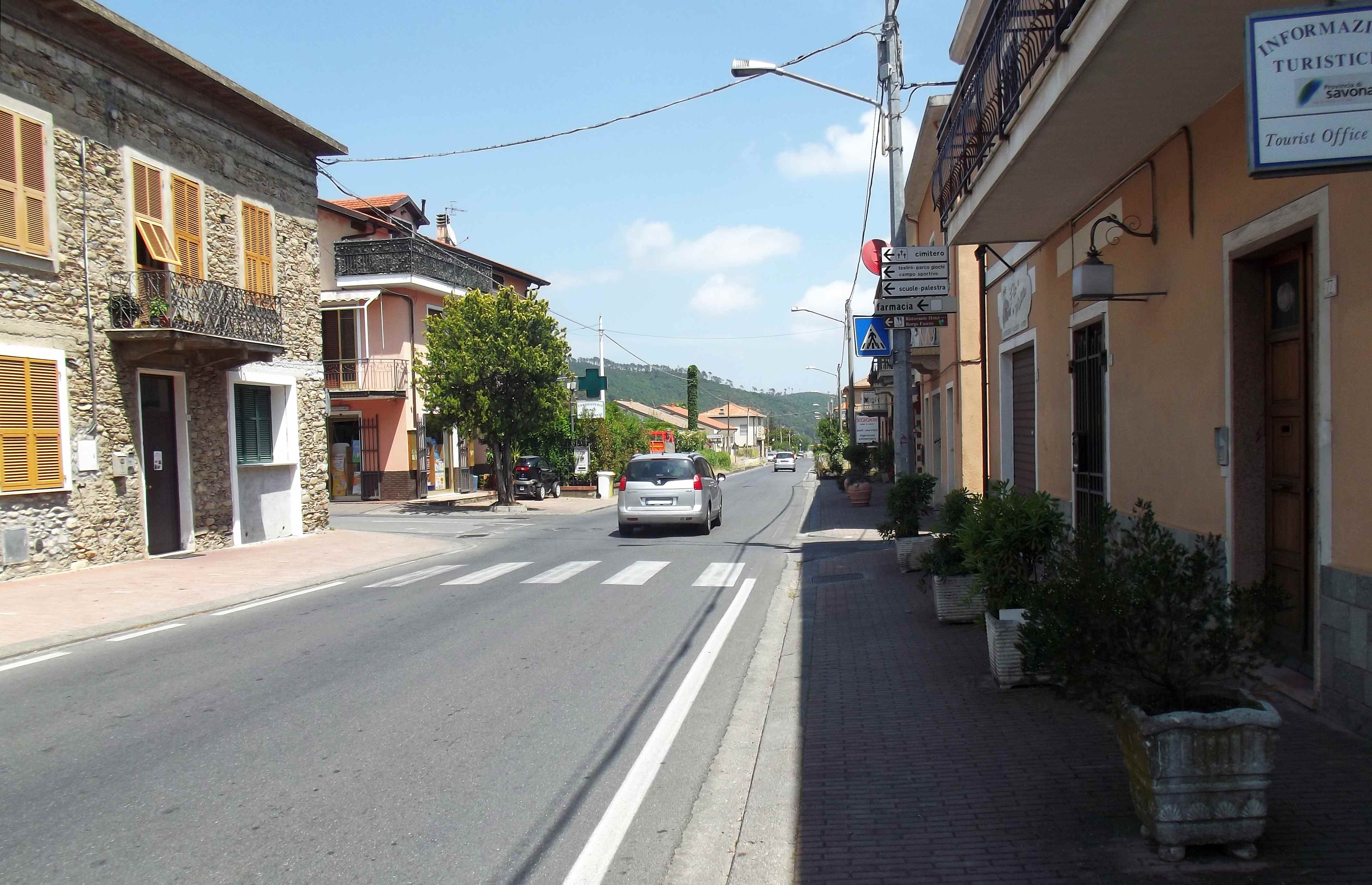
La strada a Ortovero

Da questo punto la strada è più stretta e, in alcuni punti è pericolosa, sia per il traffico sostenuto (specie di mezzi pesanti) che per la velocità, che nonostante la tortuosità della strada è piuttosto elevata, in particolare nel tratto dei "Tagliarin" (km 11-12), già noto alle cronache locali per alcuni incidenti con esito spesso fatale. Superato il bivio per Onzo (km 12,500), situato all'uscita di una pericolosa "S", si arriva al km 13 a Pogli, frazione di Ortovero; dopo circa 2 km si incontra Ortovero, all'interno della quale la strada procede per 1,5 km. Dopo l'abitato si apre un lungo rettilineo, molto veloce, che conduce al bivio per Vendone (km 17,200) e, superata una semicurva, vi è un altro rettifilo, molto veloce e altrettanto pericoloso, che costeggia le Rocche di Villanova e scorre parallelo all'Arroscia.
Giunti a Coasco (km 18,400), frazione di Villanova d'Albenga, si incontra quest'ultimo paese; poi vi è il bivio per Arnasco (km 20,1) e, dopo 200 metri, lo svincolo (km 21+700) che conduce sulla bretella autostradale verso il casello di Albenga, da una parte, e verso l'aeroporto "C. Panero" di Villanova d'Albenga e Alassio, dall'altra. Il tracciato della strada, quindi, supera Bastia (km 22,3) e si conclude in località Leca d'Albenga (km 23,076), dove si immette sulla ex strada statale 582 del Colle di San Bernardo,
In seguito al decreto legislativo n. 112 del 1998, dal 2001 la gestione è passata dall'ANAS alla Regione Liguria che ha provveduto al trasferimento dell'infrastruttura al demanio della Provincia di Imperia e della Provincia di Savona per le tratte territorialmente competenti.
Dal 31/07/2018 la strada in oggetto è stata trasferita con le relative pertinenze ed accessori ad ANAS S.p.A.

## Ammodernamenti
Diversi ammodernamenti e varianti sono stati compiuti sul tracciato, al fine di renderlo più scorrevole e veloce.
- Variante di Vessalico, inaugurata nel 1994.
- Variante di Borghetto d'Arroscia, inaugurata nel 2001: è composta di due gallerie (di 850 e 250 m) e due viadotti sul torrente Arroscia (di 150 e 250 metri).
- Variante di Borgo di Ranzo, inaugurata nel 1992: è formata da due gallerie (di 300 e 750 metri), collegate fra loro da un breve tratto di strada scoperto.
- Allargamento del ponte in località Ponterotto (da m 4 a m 7.50), sul confine tra le province di Imperia e Savona, realizzato nel giugno 2006.
- Ammodernamento di brevi tratti in località Martinetto (Ranzo), Canata (Ranzo) e Pogli (Ortovero) nel corso del 2006.
- Ammodernamento e allargamento del rettilineo dalla fine dell'abitato di Ortovero al bivio per Vendone nel corso del 2009.
- Allargamento del ponte in località Coasco (Villanova d'Albenga) e realizzazione rotatoria in sostituzione dell'incrocio per Arnasco nel corso del 2010.